# Nati nel 1978/Marzo
| Questa pagina contiene informazioni ricavate automaticamente dalle voci biografiche con l'ausilio del template Bio e di un bot. L'aggiornamento è periodico e automatico e ricostruisce completamente la pagina. Se manca una persona in questa lista, sei pregato di non aggiungerla, ma accertati piuttosto che la sua voce biografica contenga il template Bio e che i dati anagrafici siano correttamente compilati. Se il template Bio manca, inseriscilo tu stesso o, in alternativa, metti l'avviso {{tmp\|Bio}} che ne segnala la mancanza. Se i dati riportati sono sbagliati, correggi direttamente la voce biografica; le modifiche saranno visibili in questa lista entro pochi giorni. Per chiarimenti vedi il progetto biografie. La lista contiene solo le 344 persone che sono citate nell'enciclopedia e per le quali è stato implementato correttamente il template Bio. Pagina aggiornata al 10 ago 2025. |

- 1º marzo - Jensen Ackles, attore e ex modello statunitense
- 1º marzo - Noriyasu Agematsu, compositore e arrangiatore giapponese
- 1º marzo - Pablo Albertinazzi, ex cestista argentino
- 1º marzo - Cristian-Silviu Bușoi, politico rumeno
- 1º marzo - Marcus Di Rollo, ex rugbista a 15 britannico
- 1º marzo - Erik Flowers, ex giocatore di football americano statunitense
- 1º marzo - Cristian Ionescu, ex calciatore rumeno
- 1º marzo - Liya Kebede, supermodella e attrice etiope
- 1º marzo - Damione Lewis, ex giocatore di football americano e allenatore di football americano statunitense
- 1º marzo - Z'micer Lichtarovič, allenatore di calcio e ex calciatore bielorusso
- 1º marzo - Marcus Nilson, ex hockeista su ghiaccio svedese
- 1º marzo - Stefan Nimke, pistard tedesco
- 1º marzo - Runar Normann, calciatore norvegese
- 1º marzo - Licia Nunez, attrice e ex modella italiana
- 1º marzo - Geoff Owens, ex cestista statunitense
- 2 marzo - Marco Antei, matematico e attivista italiano
- 2 marzo - Nicolás Cambiasso, ex calciatore argentino
- 2 marzo - Cheung Yiu Lun, calciatore hongkonghese († 2003)
- 2 marzo - Federico Fava, sceneggiatore italiano
- 2 marzo - Alessandro Fusacchia, politico italiano
- 2 marzo - Sebastian Janikowski, ex giocatore di football americano polacco
- 2 marzo - Tomáš Kaberle, ex hockeista su ghiaccio ceco
- 2 marzo - Emma Knox, pallanuotista australiana
- 2 marzo - Chris Powell, conduttore televisivo statunitense
- 2 marzo - Miguel Praia, pilota motociclistico portoghese
- 2 marzo - Fausto Rossini, ex calciatore italiano
- 2 marzo - Sylwester Szmyd, dirigente sportivo e ex ciclista su strada polacco
- 3 marzo - Gabriele Albanesi, regista, sceneggiatore e produttore cinematografico italiano
- 3 marzo - Ruggero Andreozzi, doppiatore italiano
- 3 marzo - Erick Bellomo, giocatore di calcio a 5 brasiliano
- 3 marzo - Massimiliano Di Lodovico, produttore cinematografico e imprenditore italiano
- 3 marzo - Kevin Freeman, ex cestista statunitense
- 3 marzo - Yuki Hsu, cantante e attrice taiwanese
- 3 marzo - Nicolas Kiesa, ex pilota automobilistico danese
- 3 marzo - Henry Lalane, ex cestista dominicano
- 3 marzo - Miraildes Maciel Mota, calciatrice brasiliana
- 3 marzo - Aarti Mann, attrice statunitense
- 3 marzo - Magdalena Mielcarz, attrice e modella polacca
- 3 marzo - Tanisha, attrice indiana
- 3 marzo - Chiara Valerio, scrittrice italiana
- 4 marzo - Augusto Curti, politico italiano
- 4 marzo - Pierre Dagenais, ex hockeista su ghiaccio canadese
- 4 marzo - Denis Dallan, ex rugbista a 15 italiano
- 4 marzo - Junior Morales, calciatore honduregno
- 4 marzo - Giovanni Zarrella, cantante, showman e ballerino italiano
- 5 marzo - Marco Cunico, dirigente sportivo e ex calciatore italiano
- 5 marzo - Magdalena Grochowska, attrice polacca
- 5 marzo - Michele Ischia, allenatore di calcio e ex calciatore italiano
- 5 marzo - Blessing Kaku, ex calciatore nigeriano
- 5 marzo - Giorgio Lovecchio, politico italiano
- 5 marzo - Lu Ming, ex cestista cinese
- 5 marzo - Kimberly McCullough, attrice e ballerina statunitense
- 5 marzo - Carlos Ochoa, ex calciatore messicano
- 5 marzo - Michiyasu Osada, ex calciatore giapponese
- 5 marzo - Papoose, rapper statunitense
- 5 marzo - Daniel Risch, politico liechtensteinese
- 5 marzo - Yves Yuvuladio, ex calciatore della Repubblica Democratica del Congo
- 6 marzo - Lara Cox, attrice e ex modella australiana
- 6 marzo - Paola Croce, ex pallavolista italiana
- 6 marzo - Derrick Davenport, ex cestista statunitense
- 6 marzo - Thomas Godoj, cantante tedesco
- 6 marzo - Teruaki Kurobe, ex calciatore giapponese
- 6 marzo - Salvatore Perugini, ex rugbista a 15 e dirigente sportivo italiano
- 6 marzo - Sage Rosenfels, ex giocatore di football americano statunitense
- 6 marzo - Saukrates, rapper, cantante e produttore discografico canadese
- 6 marzo - James Williams, ex giocatore di football americano statunitense
- 6 marzo - Daniel H. Wilson, scrittore statunitense
- 7 marzo - Francesca Gallina, linguista, dirigente sportivo e rugbista a 15 italiana
- 7 marzo - Katie Gold, ex attrice pornografica statunitense
- 7 marzo - Elisa Guidelli, scrittrice, sceneggiatrice e giornalista italiana
- 7 marzo - Emilio Mora, ex calciatore messicano
- 7 marzo - Alice Pedrazzi, ex cestista e giornalista italiana
- 7 marzo - Saša Stanišić, scrittore bosniaco
- 7 marzo - Azis, cantante bulgaro
- 7 marzo - Cristina Ugolini, calciatrice italiana
- 8 marzo - Raúl Fernández, ex lunghista spagnolo
- 8 marzo - Juan Ferreyra, fumettista argentino
- 8 marzo - Mariusz Jop, ex calciatore polacco
- 8 marzo - Outi Kettunen, ex biatleta finlandese
- 8 marzo - Mohammed Bouyeri, terrorista olandese
- 8 marzo - Destructhor, chitarrista norvegese
- 8 marzo - Gordon Ross, rugbista a 15 scozzese
- 8 marzo - Johanna Sjöberg, ex nuotatrice svedese
- 8 marzo - Jenny Tinmouth, pilota motociclistica britannica
- 8 marzo - Tiffany Wait, ex cestista statunitense
- 8 marzo - Nick Zano, attore statunitense
- 9 marzo - Leanda Cave, triatleta britannica
- 9 marzo - Amanda Fortier, ex fondista canadese
- 9 marzo - Lucas Neill, ex calciatore australiano
- 9 marzo - Katherine Parkinson, attrice e comica britannica
- 9 marzo - Chris Phillips, ex hockeista su ghiaccio canadese
- 9 marzo - Aliann Pompey, ex velocista guyanese
- 9 marzo - Marianne Rokne, ex pallamanista norvegese
- 9 marzo - Hans Somers, allenatore di calcio e ex calciatore belga
- 9 marzo - Gionatha Spinesi, ex calciatore italiano
- 10 marzo - Neil Alexander, ex calciatore scozzese
- 10 marzo - Ben Burnley, cantautore e chitarrista statunitense
- 10 marzo - Camille, cantautrice francese
- 10 marzo - Dave Fergerson, ex cestista statunitense
- 10 marzo - Zoltán Kammerer, canoista ungherese
- 10 marzo - Andris Reiss, dirigente sportivo e ex ciclista su strada lettone
- 10 marzo - Peter Richards, rugbista a 15 e allenatore di rugby a 15 inglese
- 10 marzo - Kim Staal, hockeista su ghiaccio danese
- 10 marzo - Marta Torné, attrice spagnola
- 11 marzo - Alberto Delgado, ex calciatore cubano
- 11 marzo - Didier Drogba, dirigente sportivo e ex calciatore ivoriano
- 11 marzo - Craig Fairbaugh, chitarrista statunitense
- 11 marzo - Gaber Glavič, allenatore di hockey su ghiaccio e ex hockeista su ghiaccio sloveno
- 11 marzo - Albert Luque, ex calciatore spagnolo
- 11 marzo - Ousmane Sanou, ex calciatore burkinabé
- 11 marzo - Giuseppe Soria, giocatore di beach soccer e calciatore italiano
- 11 marzo - Riccardo Spairani, pallavolista italiano
- 11 marzo - Tao Wei, ex calciatore cinese
- 12 marzo - Daniel Becke, ex pistard tedesco
- 12 marzo - Joel Estay, ex calciatore cileno
- 12 marzo - Marco Ferreira, ex calciatore portoghese
- 12 marzo - Ricardo Katza, ex calciatore sudafricano
- 12 marzo - Carien Kleibeuker, pattinatrice di velocità su ghiaccio olandese
- 12 marzo - Janne Madsen, ex calciatrice danese
- 12 marzo - Mandaryna, cantante polacca
- 12 marzo - Georgi Markov, ex sollevatore bulgaro
- 12 marzo - Namkoong Min, attore sudcoreano
- 12 marzo - Shea Ralph, ex cestista e allenatrice di pallacanestro statunitense
- 12 marzo - Claudio Sanchez, cantautore, musicista e compositore statunitense
- 12 marzo - Germán Sciutto, allenatore di pallacanestro e ex cestista argentino
- 12 marzo - Paolo Stella, attore e scrittore italiano
- 12 marzo - Arina Tanemura, fumettista giapponese
- 12 marzo - Cristina Teuscher, nuotatrice statunitense
- 13 marzo - Marcelo Broli, allenatore di calcio e ex calciatore uruguaiano
- 13 marzo - Beatriz Colombo, politica italiana
- 13 marzo - Tom Danielson, ex ciclista su strada statunitense
- 13 marzo - Benoît Janvier, schermidore francese
- 13 marzo - Brian Merriweather, ex cestista statunitense
- 13 marzo - Harry Milanzi, ex calciatore zambiano
- 13 marzo - Aaron Nguimbat, ex calciatore camerunese
- 13 marzo - Luciano Ábalos, ex calciatore argentino
- 14 marzo - Carl Johan Bergman, ex biatleta svedese
- 14 marzo - María Casado, giornalista e conduttrice televisiva spagnola
- 14 marzo - Ron Dayne, ex giocatore di football americano statunitense
- 14 marzo - Iris Eliisa Rauskala, politica e economista austriaca
- 14 marzo - Susanna Galeazzi, giornalista e conduttrice televisiva italiana
- 14 marzo - Carlo Giuliani, attivista italiano († 2001)
- 14 marzo - Pieter van den Hoogenband, ex nuotatore olandese
- 14 marzo - Monica Mayhem, ex attrice pornografica australiana
- 14 marzo - Javier Ramírez, ex ciclista su strada spagnolo
- 14 marzo - Haruki Seto, ex calciatore giapponese
- 14 marzo - Jimmy Thelin, allenatore di calcio e ex calciatore svedese
- 15 marzo - Samba Diawara, allenatore di calcio e ex calciatore maliano
- 15 marzo - Charles Gbeke, ex calciatore ivoriano
- 15 marzo - Brahim Hemdani, ex calciatore algerino
- 15 marzo - Noé Hernández, marciatore messicano († 2013)
- 15 marzo - Ali Saïdi-Sief, ex mezzofondista algerino
- 15 marzo - Julija Skopa, ex cestista russa
- 15 marzo - Kristian Sohlberg, pilota di rally finlandese
- 15 marzo - Song Aimin, discobola cinese
- 15 marzo - Arnar Viðarsson, allenatore di calcio e ex calciatore islandese
- 15 marzo - Tim Yeung, batterista statunitense
- 16 marzo - Jon Björklund, ex calciatore svedese
- 16 marzo - Brooke Burns, attrice, modella e conduttrice televisiva statunitense
- 16 marzo - Ramiro Carballo, ex calciatore salvadoregno
- 16 marzo - Sophie Hunter, regista teatrale e attrice inglese
- 16 marzo - Lee Kyou-hyuk, pattinatore di velocità su ghiaccio sudcoreano
- 16 marzo - Kōstas Mpakogiannīs, politico greco
- 16 marzo - Murs, rapper statunitense
- 16 marzo - Giovanni Pantaleoni, ex giocatore di baseball italiano
- 16 marzo - Manuel Rivera, ex calciatore peruviano
- 16 marzo - Simone Sanna, pilota motociclistico italiano
- 17 marzo - Annalisa Ceresa, ex sciatrice alpina italiana
- 17 marzo - Mário Correia, ex cestista e dirigente sportivo capoverdiano
- 17 marzo - Yeliz Doğramacılar, attrice e conduttrice televisiva turca
- 17 marzo - Pilar Rubio Fernández, conduttrice televisiva, giornalista e attrice spagnola
- 17 marzo - Franck Grandel, ex calciatore francese
- 17 marzo - Corina Peptan, scacchista rumena
- 17 marzo - Philippe Schnyder, ex ciclista su strada svizzero
- 17 marzo - Patrick Seitz, doppiatore e sceneggiatore statunitense
- 18 marzo - Jan Bulis, ex hockeista su ghiaccio ceco
- 18 marzo - Fernando Lúcio da Costa, allenatore di calcio e calciatore brasiliano († 2014)
- 18 marzo - Brooke Hanson, ex nuotatrice australiana
- 18 marzo - Antonio Margarito, ex pugile messicano
- 18 marzo - Benedetta Massola, attrice e showgirl italiana
- 18 marzo - Darren Phillip, ex cestista britannico
- 18 marzo - Charlotte Roche, conduttrice televisiva e scrittrice tedesca
- 18 marzo - Soumaila Samake, ex cestista maliano
- 18 marzo - Eric Sandrin, ex cestista statunitense
- 18 marzo - Brian Scalabrine, ex cestista e allenatore di pallacanestro statunitense
- 18 marzo - Yoshie Takeshita, allenatrice di pallavolo e ex pallavolista giapponese
- 18 marzo - Goran Terzić, ex cestista e allenatore di pallacanestro bosniaco
- 18 marzo - Virginia Williams, attrice statunitense
- 19 marzo - Garth Greenwell, scrittore statunitense
- 19 marzo - Matej Krajčík, ex calciatore slovacco
- 19 marzo - Lenka, cantautrice e attrice australiana
- 19 marzo - Massimo Martellotta, polistrumentista, compositore e arrangiatore italiano
- 19 marzo - Cydonie Mothersille, velocista
- 19 marzo - Silvia Parietti, ex ciclista su strada italiana
- 19 marzo - Francesca Romanelli, giornalista e conduttrice televisiva italiana
- 19 marzo - Amy Winters, ex atleta paralimpica australiana
- 20 marzo - Susanne Berckhemer, attrice tedesca
- 20 marzo - Kevin Betsy, allenatore di calcio e ex calciatore inglese
- 20 marzo - Elixabete Capa, ex calciatrice e allenatrice di calcio spagnola
- 20 marzo - Chris Draper, velista britannico
- 20 marzo - Stefan Georgiev, ex cestista bulgaro
- 20 marzo - Claudio Giovannesi, regista, sceneggiatore e compositore italiano
- 20 marzo - Marina Lažskaja, ex fondista russa
- 20 marzo - Hanako Oku, cantautrice e cantante giapponese
- 20 marzo - Julien Sicot, nuotatore francese
- 20 marzo - Shingo Suzuki, ex calciatore giapponese
- 20 marzo - Tiffany Travis, ex cestista statunitense
- 20 marzo - Corné du Plessis, velocista sudafricano
- 21 marzo - Sally Barsosio, mezzofondista keniota
- 21 marzo - Marco De Luigi, ex calciatore sammarinese
- 21 marzo - Karl Duguid, allenatore di calcio e ex calciatore inglese
- 21 marzo - Alireza Faghani, arbitro di calcio iraniano
- 21 marzo - Kevin Federline, rapper e ballerino statunitense
- 21 marzo - Nicola Gavazzi, ex ciclista su strada italiano
- 21 marzo - Michel Hmaé, ex calciatore francese
- 21 marzo - Hans Leithe, ex fondista norvegese
- 21 marzo - Anders Lyrbring, ex nuotatore svedese
- 21 marzo - Nicola Minichiello, ex bobbista britannica
- 21 marzo - Rani Mukherjee, attrice indiana
- 21 marzo - Ousmane N'Doye, ex calciatore senegalese
- 21 marzo - Young Noble, rapper statunitense († 2025)
- 21 marzo - Mumamba Numba, ex calciatore zambiano
- 21 marzo - Marcos Pérez Sancho, ex calciatore spagnolo
- 21 marzo - Alena Šeredová, showgirl, modella e attrice ceca
- 21 marzo - Pavel Trachanov, hockeista su ghiaccio russo († 2011)
- 21 marzo - John Trengove, regista sudafricano
- 21 marzo - Oleh Venhlyns'kyj, ex calciatore ucraino
- 22 marzo - Julien Ictoi, ex calciatore francese
- 22 marzo - Arnaud Le Lan, ex calciatore francese
- 22 marzo - Björn Lind, ex fondista svedese
- 22 marzo - Disiz, rapper, cantante e attore francese
- 22 marzo - Arvind Parmar, ex tennista britannico
- 22 marzo - Daniel Unger, triatleta tedesco
- 22 marzo - Heinz Winckler, cantante sudafricano
- 23 marzo - Vitalij Budovs'kyj, pentatleta ucraino
- 23 marzo - Michele Canevarolo, ex pistard e ciclista su strada italiano
- 23 marzo - Alejandro Carrasco, ex calciatore cileno
- 23 marzo - April Flowers, ex attrice pornografica statunitense
- 23 marzo - Anastasia Griffith, attrice inglese
- 23 marzo - Perez Hilton, blogger, personaggio televisivo e attivista statunitense
- 23 marzo - Helena Josefsson, cantante svedese
- 23 marzo - György Kozmann, canoista ungherese
- 23 marzo - Liu Ye, attore cinese
- 23 marzo - Piero Mazzocchetti, cantante e tenore italiano
- 23 marzo - Morné Nagel, velocista sudafricano
- 23 marzo - Gernot Plassnegger, ex calciatore austriaco
- 23 marzo - Florence Portelli, politica francese
- 23 marzo - Abram Raselemane, calciatore sudafricano († 2008)
- 23 marzo - Walter Samuel, allenatore di calcio e ex calciatore argentino
- 23 marzo - Patrick Thaler, ex sciatore alpino italiano
- 23 marzo - Nicholle Tom, attrice e doppiatrice statunitense
- 24 marzo - Amir Arison, attore statunitense
- 24 marzo - Dikilu Bageta, ex calciatore della Repubblica Democratica del Congo
- 24 marzo - Valentina Beotti, attrice italiana
- 24 marzo - Amanda Brugel, attrice canadese
- 24 marzo - Chiara Cainero, tiratrice a volo italiana
- 24 marzo - Josef Dvorník, calciatore ceco
- 24 marzo - Simone Galli, ex sciatore freestyle italiano
- 24 marzo - Bertrand Gille, ex pallamanista e dirigente sportivo francese
- 24 marzo - Sašo Lazarevski, ex calciatore macedone
- 24 marzo - Philip Manyim, ex maratoneta e siepista keniota
- 24 marzo - Gediminas Mažeika, arbitro di calcio lituano
- 24 marzo - Nicole Mustilli, schermitrice statunitense
- 24 marzo - Park So-hee, fumettista sudcoreana
- 24 marzo - Caroline Pellat-Finet, ex sciatrice alpina francese
- 24 marzo - Gorka Pintado, ex calciatore spagnolo
- 24 marzo - Mohamed Sahli, allenatore di calcio tunisino
- 24 marzo - Luca Scherani, musicista e compositore italiano
- 24 marzo - Monika Soćko, scacchista polacca
- 24 marzo - Tomáš Ujfaluši, dirigente sportivo e ex calciatore ceco
- 24 marzo - José Valverde, giocatore di baseball dominicano
- 24 marzo - Cindy Watson, ex tennista australiana
- 25 marzo - Nikos Argyropoulos, ex cestista greco
- 25 marzo - Devran Ayhan, ex calciatore turco
- 25 marzo - Craig Bianchi, ex calciatore sudafricano
- 25 marzo - Alexandru Covalenco, ex calciatore moldavo
- 25 marzo - Gennaro Delvecchio, dirigente sportivo, allenatore di calcio e ex calciatore italiano
- 25 marzo - Gábor Fűrész, astronomo ungherese
- 25 marzo - Teanna Kai, ex attrice pornografica e regista statunitense
- 25 marzo - Mads Kruse Andersen, canottiere danese
- 25 marzo - Rui Lima, ex calciatore portoghese
- 25 marzo - Teddy Lussi-Modeste, regista e sceneggiatore francese
- 25 marzo - Maribeth Monroe, attrice e comica statunitense
- 25 marzo - Filippo Scerra, politico italiano
- 25 marzo - Nikša Skelin, ex canottiere croato
- 25 marzo - Sami Jo Small, hockeista su ghiaccio canadese
- 25 marzo - Young Bleed, rapper statunitense
- 26 marzo - Debbie Dunn, velocista statunitense
- 26 marzo - Jaheim, cantante statunitense
- 26 marzo - Mike King, ex cestista statunitense
- 26 marzo - Anastasia Kōstakī, ex cestista greca
- 26 marzo - Andry Laffita, pugile cubano
- 26 marzo - Cédric Mouret, ex calciatore francese
- 26 marzo - Matteo Pelli, manager, conduttore televisivo e scrittore svizzero
- 26 marzo - Guillermo Ramírez, ex calciatore guatemalteco
- 26 marzo - Azzurra Rinaldi, economista italiana
- 26 marzo - Sandra Romain, ex attrice pornografica rumena
- 26 marzo - Letizia Scifoni, doppiatrice italiana
- 27 marzo - Leo Aberer, cantante austriaco
- 27 marzo - Isabella Adinolfi, politica italiana
- 27 marzo - Sebastian Bonnet, attore pornografico e produttore cinematografico slovacco
- 27 marzo - Choi Jong-bum, ex calciatore sudcoreano
- 27 marzo - Amélie Cocheteux, ex tennista francese
- 27 marzo - Emmanuel Ebiede, calciatore nigeriano († 2023)
- 27 marzo - Marilù S. Manzini, scrittrice e regista italiana
- 27 marzo - Carlos Mérida, ex giocatore di calcio a 5 guatemalteco
- 27 marzo - Gabriel Paraschiv, ex calciatore rumeno
- 27 marzo - Tom Stenvoll, allenatore di calcio e ex calciatore norvegese
- 28 marzo - Dave Esterkamp, ex cestista statunitense
- 28 marzo - Alicia Poto, cestista australiana
- 28 marzo - Elena Rogožina, modella russa
- 29 marzo - Mattias Andersson, ex pallamanista svedese
- 29 marzo - Caribou, musicista canadese
- 29 marzo - Hristo Cvetanov, ex pallavolista bulgaro
- 29 marzo - Francisco Farinós, ex calciatore spagnolo
- 29 marzo - Sorin Frunză, ex calciatore rumeno
- 29 marzo - Adam Gase, allenatore di football americano statunitense
- 29 marzo - Aaron Persico, ex rugbista a 15 italiano
- 29 marzo - Igor Rakočević, ex cestista serbo
- 29 marzo - Geōrgios Simos, allenatore di calcio e ex calciatore greco
- 30 marzo - Teemu Aalto, hockeista su ghiaccio finlandese
- 30 marzo - Édouard Cissé, ex calciatore francese
- 30 marzo - Paweł Czapiewski, ex mezzofondista polacco
- 30 marzo - Eva Ganster, ex saltatrice con gli sci austriaca
- 30 marzo - Roberto Monzón, ex lottatore cubano
- 30 marzo - Chris Paterson, ex rugbista a 15 britannico
- 30 marzo - Mauricio Javier Rojas Toro, calciatore cileno
- 30 marzo - Dario Scherillo, italiano († 2004)
- 30 marzo - Christoph Spycher, dirigente sportivo e ex calciatore svizzero
- 30 marzo - Simon Webbe, cantante britannico
- 30 marzo - Yang Pu, ex calciatore cinese
- 31 marzo - Lucienne Berthieu, ex cestista camerunese
- 31 marzo - Jean-Marc Casé, ex calciatore francese
- 31 marzo - Stephen Clemence, allenatore di calcio e ex calciatore inglese
- 31 marzo - Harley Cross, attore statunitense
- 31 marzo - Alexander Douglas-Hamilton, XVI duca di Hamilton, nobile scozzese
- 31 marzo - Corrado Fortuna, attore, regista e conduttore televisivo italiano
- 31 marzo - Daniel Mays, attore britannico
- 31 marzo - Rio Peng, cantante, attore e manager taiwanese
- 31 marzo - Jérôme Rothen, opinionista e ex calciatore francese
- 31 marzo - Vivian Schmitt, ex attrice pornografica tedesca
- 31 marzo - Marco Vivio, doppiatore, attore e conduttore televisivo italiano
- 31 marzo - Tony Yayo, rapper statunitense
- 31 marzo - Fernando Ávalos, ex calciatore argentino